# بيل بولاك
بيل بولاك (بالإنجليزية: Bill Pollack)‏ هو مهندس أمريكي، ولد في 7 يوليو 1925، وتوفي في 16 يوليو 2017.